# Chersotis cancellata
Chersotis cancellata är en fjärilsart som beskrevs av Freyer 1839. Chersotis cancellata ingår i släktet Chersotis och familjen nattflyn. Inga underarter finns listade i Catalogue of Life.